# ATP Challenger Athen
Das ATP Challenger Athen (offizieller Name: Status Athens Open) war ein von 2008 bis 2012 jährlich stattfindendes Tennisturnier in Athen. Es war Teil der ATP Challenger Tour und wurde im Freien auf Hartplatz ausgetragen. Schon 1981 und 1986 fand jeweils eine Austragung an selber Stelle statt. Lu Yen-hsun ist mit je einem Titel in Einzel und Doppel Rekordsieger des Turniers. Vincent Van Patten gewann beide Konkurrenten der ersten Austragung.

## Liste der Sieger

### Einzel
| Jahr                         | Sieger               | Finalgegner             | Ergebnis       |
| ---------------------------- | -------------------- | ----------------------- | -------------- |
| 2012                         | Marinko Matosevic    | Ruben Bemelmans         | 6:3, 6:4       |
| 2011                         | Matthias Bachinger   | Dmitri Tursunow         | kampflos       |
| 2010                         | Lu Yen-hsun          | Rainer Schüttler        | 3:6, 7:64, 6:4 |
| 2009                         | Rui Machado          | Daniel Muñoz de la Nava | 6:3, 7:64      |
| 2008                         | Martin Verkerk       | Adrian Cruciat          | 6:3, 6:3       |
| 1987–2007: nicht ausgetragen |                      |                         |                |
| 1986                         | Lars-Anders Wahlgren | Hans-Dieter Beutel      | 6:4, 6:3       |
| 1982–1985: nicht ausgetragen |                      |                         |                |
| 1981                         | Vincent Van Patten   | Zoltán Kuhárszky        | 7:5, 6:4       |

### Doppel
| Jahr                         | Sieger                             | Finalgegner                                     | Ergebnis      |
| ---------------------------- | ---------------------------------- | ----------------------------------------------- | ------------- |
| 2012                         | Andre Begemann Jordan Kerr         | Gerard Granollers Alexandros Giakoupovits       | 6:2, 6:3      |
| 2011                         | Colin Fleming Scott Lipsky         | Matthias Bachinger Benjamin Becker              | kampflos      |
| 2010                         | Rik De Voest Lu Yen-hsun           | Robin Haase Igor Sijsling                       | 6:3, 6:4      |
| 2009                         | Rameez Junaid Philipp Marx         | Jesse Huta Galung Rui Machado                   | 6:4, 6:3      |
| 2008                         | Marc López Gabriel Trujillo Soler  | Konstantinos Economidis Alexandros Giakoupovits | 6:4, 6:4      |
| 1987–2007: nicht ausgetragen |                                    |                                                 |               |
| 1986                         | Wolfgang Popp Udo Riglewski        | Stefan Svensson Lars-Anders Wahlgren            | 2:6, 6:2, 7:6 |
| 1982–1985: nicht ausgetragen |                                    |                                                 |               |
| 1981                         | Vincent Van Patten Nels Van Patten | Nenad Ileković George Kalovelonis               | 7:6, 7:6      |